# Камерна система розробки

Камерна система розробки (рос. камерная система разработки, англ. room mining, англ. chamber mining; нім. Kammerabbauverfahren n, нім. Kammerbau m – розробка пласта корисної копалини короткими очисними вибоями в напрямі від трансп. виробки до вентиляційної (прямим ходом) із залишенням постійних ціликів між камерами, що утворюються.) 
Виймання камер проводять буропідривним або механічним способом. Здебільшого камери не кріпляться або кріпляться анкерами. 
Основні параметри камерної системи розробки: ширина камер 4…20 м, довжина — до 300 м, ширина міжкамерних ціликів до 10 м. 
Застосовується при видобуванні нерудних корисних копалин - кам. солі, горючих сланців, нерудних буд. матеріалів, рідше - вугілля (в осн. в США, Канаді, Австралії). Недолік - високі втрати корисної копалини (до 40-50%). Напрям переміщення очисних вибоїв може орієнтуватися під будь-яким кутом до лінії простягання пласта. Відповідно до цього при К.с.р. можливе застосування поверхової і панельної підготовки шахтних полів. 